# Bohuslav Rázl
Bohuslav Rázl (* 14. října 1938 Olešenka) je český trenér běhu na lyžích a severské kombinace. V běhu i kombinaci vedl reprezentační týmy, pracoval rovněž na různých postech jako funkcionář Svazu lyžování a ČSTV. Jako trenér reprezentace se největšího úspěchu dočkal ziskem bronzové medaile mužské štafety ve složení Radim Nyč, Václav Korunka, Pavel Benc a Ladislav Švanda na 4× 10 km při XV. ZOH 1988 v Calgary.

## Trenérská kariéra
Pochází z lyžařské harrachovské rodiny, ačkoliv se narodil v Olešence u Přibyslavi, od dětství žil v Harrachově. Jeho otec, Antonín Rázl (* 1916), byl členem finanční stráže, jezdil na bílých lyžích celníků, občas honil pašeráky. Lyžování se věnovali i Bohuslavovi bratři – František (* 1941, skokan, po těžkém pádu na můstku zanechal závodění), Jiří (* 1946, sdruženář, trenér, dlouholetý ředitel skokanské reprezentace), Antonín (* 1947, sdruženář, trenér běžců v Harrachově) a Vladimír (* 1951, sdruženář, trenér na sportovním gymnáziu). Bohuslav se v Tatranu Harrachov závodně věnoval skoku na lyžích a severské kombinaci, v roce 1955 v mezinárodních závodech evropských středoškoláků v Oberhofu vyhrál severskou kombinaci, skok, a byl 3. v běhu a byl členem reprezentačního B týmu v severské kombinaci. Po absolvování železniční průmyslovky vystudoval pražskou tělovýchovnou fakultu. V letech 1965 – 1969 byl trenérem reprezentace v severské kombinaci a na ZOH 1968 v Grenoble získal jeho svěřenec Tomáš Kučera 4. místo, trénoval i pozdějšího mistra světa Ladislava Rygla. V letech 1972 až 1977 vystřídal u ženské běžecké reprezentace Zdeňka Cillera. Rázlova svěřenkyně Blanka Paulů vybojovala na MS 1974 ve Falunu stříbrnou medaili v běhu na 5 km a svým výkonem přispěla i k bronzové medaili ve štafetě, její osobním trenérem zůstal i v pozdějších letech. Do reprezentace tehdy ještě jako juniorku vybral Květu Jeriovou. Od roku roku 1984 byl reprezentačním trenérem mužů a systematicky se snažil připravit štafetu na zisk historicky první olympijské medaile z mužských bežeckých disciplín. Především se snažil dát dohromady sobrou partu a přesvědčit je, že jsou schopni vyhrávat. Závodníky si na svou stranu získal, když na MS 1987 v Oberstdorfu zajela štafeta Švanda, Bečvář, Lisičan, Benc na 4. místě. Na olympiádě 1988 v Calgary v lyžařském středisku Canmore se českým běžcům v individuálních závodech příliš nedařilo – jediný Ladislav Švanda se dvakrát vešel do první dvacítky, ostatní kolem třicáté příčky, když se blížil závod štafet na 4 x 10 km volně. Poslední noc před závodem trenér Rázl vůbec nespal – do poslední chvíle váhal, zda na úvodní úsek nasadit zkušeného Lisičana, který si více věřil v kopcích nebo nováčka Nyče, který byl jistější v rychlých úsecích a sjezdech. Celou noc Rázl sledoval počasí, oproti předpokládanému oteplení naopak výrazně přituhlo a to rozhodlo. Rázl vsadil na Nyčovu odvahu a „sjezdařské“ kvality a trochu riskantní tah se vyplatil – štafeta vybojovala třetí místo za Švédy a Rusy. Obměněná sestava štafety (Švanda, Petrásek, Nyč, Korunka) získala bronzovou medaili i na mistrovství světa 1989 ve finském Lahti. Po ukončení svého angažmá pro Svaz lyžařů působil v letech 1994 – 1998 jako šéftrenér u slovinské reprezentace. Jeho poslední reprezentační angažmá bylo po 37 letech znovu u českých sdruženářů, které trénoval v sezóně 2006 – 2007. V roce 2012 překonal rakovinu žaludku.